# Peter Kolosimo
Peter Kolosimo (en italiano: Pier Domenico Colosimo; Módena, 15 de diciembre de 1922-Milán, 23 de marzo de 1984) fue un periodista y escritor italiano. Es considerado uno de los fundadores de la pseudoarqueología (en italiano: fantarcheologia), una pseudociencia que tiene como objetivo estudiar los orígenes de las civilizaciones antiguas utilizando teorías y métodos no aceptados por la comunidad científica. También popularizó la hipótesis pseudocientífica que defiende un supuesto contacto entre seres extraterrestres y antiguas civilizaciones humanas, conocida como hipótesis de los antiguos astronautas.

## Vida
De orígenes italoestadounidenses, nació en Módena y vivió en Bolzano, Turín y Milán. En 1969 ganó el Premio Bancarella, uno de los premios literarios más prestigiosos de Italia, por su obra Non è terrestre (No es terrestre en español). Sus libros fueron traducidos en 60 países, incluidos Rusia, Japón y China.
Kolosimo también fundó y coordinó la Asociación Italiana de Estudios Prehistóricos (ASP). Murió en Milán en 1984.

## Recepción
Las afirmaciones de Kolosimo sobre los antiguos astronautas que influyen en las civilizaciones humanas se consideran pseudohistoria. En una reseña crítica de tres partes sobre el libro No es terrestre de Kolosimo, Jason Colavito ha notado que el libro fabricaba evidencia, fuentes mal traducidas y mezclaba ciencia ficción y hechos fácticos. En el libro, Kolosimo había afirmado que algunas de las ideas ficticias de H. P. Lovecraft eran reales. Según Colavito, "el libro, en general, es una pila discursiva de tonterías forteanas en la peor de las tradiciones europeas".

## Libros en español
- Tierra sin tiempo. Plaza & Janés, 1969.
- No es terrestre. Plaza & Janés, 1970. ISBN 84-01-47036-6
- Sombras en las estrellas. Plaza & Janés, 1968. ISBN 84-01-41007-X
- Hermanos del infinito. Plaza & Janés, 1976. ISBN 84-01-31100-4
- Guía al mundo de los sueños. Plaza & Janés, 1973. ISBN 84-01-31046-6
- Odisea estelar. Plaza & Janés, 1976. ISBN 84-01-31088-1
- Polvo del Infierno Plaza & Janés, 1977. ISBN 84-01-47037-4
- Astronaves en la prehistoria. Plaza & Janés, 1976. ISBN 84-01-47006-4
- Ciudadanos en las tinieblas. Plaza & Janés, 1977. ISBN 84-01-47046-3
- Psicología del erotismo. Plaza & Janés, 1978. ISBN 84-01-80568-6
- Civilizaciones del silencio. Plaza y Janés, 1981. ISBN 84-01-33195-1
- Flores de luna. Plaza & Janés, 1982. ISBN 84-01-39005-2
- El planeta incógnito. Plaza & Janés, 1985. ISBN 84-01-47208-3
- Viajeros en el tiempo. Edivision, 1987

## Obra
- Il pianeta sconosciuto, Turín 1957
- Terra senza tempo, Turín 1964
- Ombre sulle stelle, Milán 1966
- Psicologia dell'eros, Milán 1967
- Non è terrestre, Milán 1968
- Il comportamento sessuale degli europei, Milán 1971
- Astronavi sulla preistoria, Milán 1972
- Guida al mondo dei sogni, Milán 1973
- Odissea stellare, Milán 1974
- Polvere d'inferno, Milán 1975
- Fratelli dell'infinito, Milán 1975
- Cittadini delle tenebre, Milán 1977
- Civiltà del silenzio, Milán 1978
- Fiori di luna, Milán 1979
- Italia mistero cosmico, Milán 1979
- Io e l'indiano, Milán 1979
- Viaggiatori del tempo, Milán 1981
- Fronte del sole, Milán 1982
- I misteri dell'universo, Milán 1982

En la década de 1950 publicó textos de ciencia ficción bajo el seudónimo Omega Jim.